# Violenza sul lago
Violenza sul lago è un film drammatico del 1954 diretto da Leonardo Cortese.

## Trama
La storia è ambientata sul lago di Bolsena, dove stanno per svolgersi delle gare di motonautica, a cui intende partecipare Marco, che vive con la sorella Laura.
Laura conosce Stefano, un cantante, che facendole credere di amarla la violenta e la ragazza, disperata, muore annegata. La mattina dopo Marco va in cerca di Stefano, in fuga con la sua automobile e, trovatolo, lo picchia, finalmente uccidendolo. Marco viene arrestato e processato; nonostante le richieste del Pubblico Ministero dottor Berti, la condanna è mite proprio per i motivi "d'onore" e di provocazione dietro la morte di Stefano; secondo il dottor Berti invece Marco meritava la condanna più severa possibile.
Uscito di prigione, Marco conosce Rossana, e tra loro inizia un amore ricambiato. Ma Rossana è la figlia del dottor Berti che, scoperta la cosa, impedisce alla figlia di vedere Marco.
Egli, intanto, vince una gara di motonautica, e si incontra con Rossana per festeggiare. In quel momento il magistrato li sorprende e tenta di uccidere Marco. Quando si rende conto di essersi trovato nella stessa situazione in cui si trovò Marco per difendere la sorella, capisce il suo errore e dà il suo consenso ai due giovani.

## Produzione
Il film è ascrivibile al filone del melodramma strappalacrime, in voga in quegli anni tra il pubblico italiano (soprattutto femminile) pur se malvisto dalla critica cinematografica del tempo (la quale, solo a partire dagli anni settanta inizierà ad operare una rivalutazione in positivo di questa tipologia di pellicole, coniando appositamente il termine neorealismo d'appendice).

### Riprese
Le scene di motonautica vennero girate anche con l'aiuto del campione del mondo Mario Verga. Le riprese esterne si sono svolte tra il lago di Bolsena e Latina, nel Lazio.

## Distribuzione
Il film venne distribuito nel circuito cinematografico italiano il 7 luglio del 1954.
Venne in seguito distribuito anche in Francia, con il titolo Violence sur la plage, il 6 marzo del 1957.

## Accoglienza

### Critica
(E. Fecchi, per Intermezzo, recensione della stagione cinematografica 1578/1954)